# Mesita de luz

Mesita de luz junto a una cama.

Una mesita de luz, mesita de noche, velador, mesilla, o mesita, es una pequeña mesa que se ubica al lado de la cama. Suele tener cajones en los que se colocan objetos personales, facilitándole a las personas acostadas en la cama el acceso a las mismas. En dicho caso, en México se le llama buró. Sobre la mesita se coloca una lámpara pequeña, con el objeto de permitir una luz adecuada para poder leer y el despertador, entre otros objetos.